# Santa Ana (Misiones)
Santa Ana − miasto w prowincji Misiones w Argentynie. Położone 30 km na wschód od Posadas, stolicy prowincji.